# لويس هودز
لويس هودز (بالإنجليزية: Louis Hodes) ولد 19 يونيو 1934 وتوفي في 30 يونيو 2008 هو رياضياتي أمريكي وعالم حاسوب وباحث في مجال السرطان.

## النشأة والعمل في علوم الكمبيوتر
حصل على درجة الدكتوراه تحت هارتلي روجرز بأطروحة عن الحاسوبية. مع جون مكارثي في أواخر الخمسينات وأوائل الستينات، ساعد في إنتاج أحدث تطبيقات ليسب،
وتحت إشراف مارفن مينسكي عمل الأبحاث المبكرة على تمييز الأنماط في اللثغة. وينسب إليه أيضا من قبل البعض مع الفكرة والتنفيذ الأولي من برمجة منطقية.

## أبحاث السرطان
في عام 1966 انتقل إلى الأبحاث المتعلقة بالسرطان، على وجه التحديد في "المعاهد الوطنية للصحة" وفيما بعد المعهد الوطني للسرطان حيث جذب فضوله التعرف على النمط البصري إلى تطبيقات التصوير الطبي. كما عمل على خوارزميات فعالة لفحص المركبات الكيميائية لدراسة المواد الكيميائية المسرطنة.
إن عمله على نماذج التجميع للمركبات الكيميائية قد أعلن «علامة فارقة» في برنامج العلاج التنموي للمعهد الوطني للسرطان، من أجل «إحداث ثورة في اختيار المركبات ذات الأهمية من خلال قياس حداثة البنية الكيميائية بمقارنتها مع مركبات معروفة.»